# Wahlen zum Senat der Vereinigten Staaten 1844 und 1845
Die Wahlen zum Senat der Vereinigten Staaten 1844 und 1845 zum 29. Kongress der Vereinigten Staaten fanden zu verschiedenen Zeitpunkten statt. Die Wahlen fanden parallel zur Präsidentschaftswahl 1844 statt, in der James K. Polk gewählt wurde. Vor der Verabschiedung des 17. Zusatzartikels wurden die Senatoren nicht direkt gewählt, sondern von den Parlamenten der Bundesstaaten bestimmt.
Zur Wahl standen die 17 Sitze der Senatoren der Klasse I, die 1838 und 1839 für eine Amtszeit von sechs Jahren gewählt worden oder später nachgerückt waren. Zusätzlich fanden für zwei dieser Sitze sowie drei der anderen beiden Klassen Nachwahlen statt, bei denen die kurzlebige Law and Order Party von Rhode Island einen Sitz der Whigs gewinnen konnte. Damit lag die Mehrheit der Whigs kurz vor Ende des 28. Kongresses bei 27 gegen 24 Demokraten und einen Vertreter der Law and Order Party, die beiden Sitze des neuen Staates Florida waren vakant. Kurz vor Beginn des neuen Kongresses trat ein Demokrat zurück.
Von den 17 regulär zur Wahl stehenden Sitzen waren fünf von Demokraten, elf von Whigs und einer von der Law and Order Party of Rhode Island besetzt. Sieben Amtsinhaber wurden wiedergewählt (4 D, 3 W), drei Sitze konnten die Whigs halten. Vier Sitze der Whigs gewannen die Demokraten, einen Sitz der Demokraten und den der Law and Order Party gewannen die Whigs. Den Sitz in Virginia verloren die Whigs, da das Parlament keinen Senator wählte. Damit hatten die Whigs ihre Mehrheit verloren, im Senat saßen 26 Demokraten und 24 Whigs, vier Sitze waren vakant. Bei Nachwahlen gewannen die Demokraten die vier vakanten Sitze, damit saßen im neuen Kongress kurz nach Beginn der ersten regulären Sitzungsperiode 30 Demokraten gegen 24 Whigs.
Zu Veränderungen nach der Wahl siehe auch Liste der Mitglieder des Senats im 29. Kongress der Vereinigten Staaten.

## Ergebnisse

### Wahlen während des 28. Kongresses
Die Gewinner dieser Wahlen wurden vor dem 4. März 1845 in den Senat aufgenommen, also während des 28. Kongresses.
| Staat        | Amtierender Senator          | Partei   | Nachwahl   | Datum         | Ergebnis                | Neuer Senator       |
| ------------ | ---------------------------- | -------- | ---------- | ------------- | ----------------------- | ------------------- |
| Arkansas     | William S. Fulton            | Demokrat | Klasse II  | 8. Nov. 1844  | von Demokraten gehalten | Chester Ashley      |
| Louisiana    | Alexander Porter             | Whig     | Klasse III | 12. Feb. 1844 | von Whigs gehalten      | Henry Johnson       |
| New York     | Daniel S. Dickinson, ernannt | Demokrat | Klasse I   | 18. Jan. 1845 | bestätigt               | Daniel S. Dickinson |
| New York     | Henry A. Foster, ernannt     | Demokrat | Klasse III | 18. Jan. 1845 | von Demokraten gehalten | John Adams Dix      |
| Rhode Island | William Sprague              | Whig     | Klasse I   | 25. Jan. 1844 | Zugewinn Law and Order  | John Brown Francis  |

- ernannt: Senator wurde vom Gouverneur als Ersatz für einen ausgeschiedenen Senator ernannt, Nachwahl nötig.
- bestätigt: ein als Ersatz für einen ausgeschiedenen Senator ernannter Amtsinhaber wurde bestätigt.

### Wahlen zum 29. Kongress
Die Gewinner dieser Wahlen wurden am 4. März 1845 in den Senat aufgenommen, also bei Zusammentritt des 29. Kongresses. Alle Sitze dieser Senatoren gehören zur Klasse I.
| Staat         | Amtierender Senator | Partei        | Datum          | Ergebnis            | Neuer Senator       |
| ------------- | ------------------- | ------------- | -------------- | ------------------- | ------------------- |
| Connecticut   | Jabez W. Huntington | Whig          | 1844 oder 1845 | wiedergewählt       | Jabez W. Huntington |
| Delaware      | Richard H. Bayard   | Whig          | 1845           | von Whigs gehalten  | John M. Clayton     |
| Indiana       | Albert S. White     | Whig          | 1844           | Zugewinn Demokraten | Jesse D. Bright     |
| Maine         | John Fairfield      | Demokrat      | 1844 oder 1845 | wiedergewählt       | John Fairfield      |
| Maryland      | William D. Merrick  | Whig          | 1844 oder 1845 | von Whigs gehalten  | Reverdy Johnson     |
| Massachusetts | Rufus Choate        | Whig          | 1845           | von Whigs gehalten  | Daniel Webster      |
| Michigan      | Augustus S. Porter  | Whig          | 1844 oder 1845 | Zugewinn Demokraten | Lewis Cass          |
| Mississippi   | John Henderson      | Whig          | 1844           | Zugewinn Demokraten | Jesse Speight       |
| Missouri      | Thomas H. Benton    | Demokrat      | 1845           | wiedergewählt       | Thomas H. Benton    |
| New Jersey    | William L. Dayton   | Whig          | 1845           | wiedergewählt       | William L. Dayton   |
| New York      | Daniel S. Dickinson | Demokrat      | 4. Feb. 1845   | wiedergewählt       | Daniel S. Dickinson |
| Ohio          | Benjamin Tappan     | Demokrat      | 5. Dez. 1844   | Zugewinn Whigs      | Thomas Corwin       |
| Pennsylvania  | Daniel Sturgeon     | Demokrat      | 14. Jan. 1845  | wiedergewählt       | Daniel Sturgeon     |
| Rhode Island  | John Brown Francis  | Law and Order | 1844 oder 1845 | Zugewinn Whigs      | Albert C. Greene    |
| Tennessee     | Ephraim H. Foster   | Whig          | 1844           | Zugewinn Demokraten | Hopkins L. Turney   |
| Vermont       | Samuel S. Phelps    | Whig          | 1845           | wiedergewählt       | Samuel S. Phelps    |
| Virginia      | William C. Rives    | Whig          | 1844 oder 1845 | Verlust Whigs       | vakant              |

- wiedergewählt: ein gewählter Amtsinhaber wurde wiedergewählt.

### Wahlen während des 29. Kongresses
Die Gewinner dieser Wahlen wurden nach dem 4. März 1845 in den Senat aufgenommen, also während des 29. Kongresses.
| Staat          | Amtierender Senator | Partei      | Nachwahl   | Datum         | Ergebnis                | Neuer Senator        |
| -------------- | ------------------- | ----------- | ---------- | ------------- | ----------------------- | -------------------- |
| Florida        | neuer Staat         | neuer Staat | Klasse I   | 1. Juli 1845  | Zugewinn Demokraten     | David Levy Yulee     |
| Florida        | neuer Staat         | neuer Staat | Klasse III | 1. Juli 1845  | Zugewinn Demokraten     | James Westcott       |
| Georgia        | John M. Berrien     | Whig        | Klasse II  | 13. Nov. 1845 | wiedergewählt           | John M. Berrien      |
| Massachusetts  | Isaac C. Bates      | Whig        | Klasse II  | 24. März 1845 | von Whigs gehalten      | John Davis           |
| Pennsylvania   | James Buchanan      | Demokrat    | Klasse III | 13. März 1845 | von Demokraten gehalten | Simon Cameron        |
| South Carolina | vakant              | vakant      | Klasse II  | 26. Nov. 1845 | Zugewinn Demokraten     | John C. Calhoun      |
| Virginia       | vakant              | vakant      | Klasse I   | 3. Dez. 1845  | Zugewinn Demokraten     | Isaac S. Pennybacker |

- wiedergewählt: ein gewählter Amtsinhaber trat zurück und wurde nach einer Vakanz wiedergewählt.

## Einzelstaaten
In allen Staaten wurden die Senatoren durch die Parlamente gewählt, wie durch die Verfassung der Vereinigten Staaten vor der Verabschiedung des 17. Zusatzartikels vorgesehen. Das Wahlverfahren bestimmten die Staaten selbst, es war daher von Staat zu Staat unterschiedlich. Teilweise ergibt sich aus den Quellen nur, wer gewählt wurde, aber nicht wie.
Das Second Party System bestand aus den ersten Parteien im modernen Sinne in den Vereinigten Staaten, der bis heute bestehenden Demokratischen Partei und der United States Whig Party. Zeitweise stellte auch die auf Rhode Island beschränkte Law and Order Party of Rhode Island einen Senator.